# John Hays Hammond
John Hays Hammond (1855 – 1936) est un ingénieur, philanthrope et géologue américain. Recruté par l'industriel britannique Cecil Rhodes, grand avocat de l'exploration minière en grande profondeur, il joue un rôle décisif dans l'essor des mines de diamant puis d'or en Afrique du Sud.

## Biographie
Il est le fils du major Richand Pindell Hammond, diplômé de West Point, qui participe à la Ruée vers l'or en Californie, où naît son fils. Ambitieux, brillant, grand nom de l'"école américaine" des ingénieurs-géologues, John Hays Hammond, est diplômé de l'université de Yale et de l'école de Freiberg. Le boom de l'argent-métal pendant la Conquête de l'Ouest et l'expérience acquise lors du percement de mines en profondeur sur le Comstock Lode du Nevada, dans les années 1860 et les années 1870, renforcent alors le prestige des géologues américains. En 1876, les États-Unis comptent 14 institutions d'enseignement des techniques minières. Plusieurs de ses diplômés jugent cependant encore nécessaire de compléter leur formation par un passage à la prestigieuse "Royal Saxony Mining Academy" en Allemagne.
Après un passage dans l'administration des mines à Washington, il est embauché par le magnat des mines William Randolph Hearst, puis est envoyé en 1882, dans les régions hostiles du Mexique, près Sonora, pour superviser le site de "Minas Neuvas". John Hays Hammond est ensuite basé à San Francisco, où il conseille l'Union Iron Works, la Central Pacific Railway et la Southern Pacific Railway, lorsqu'il est recruté en 1993 en Afrique du Sud par Barney Barnato, qui réinvestit dans l'or les fonds issus de son ex-empire dans le diamant. Mais au bout de six mois, Hammond démissionne car Barney Barnato veut absolument continuer à recourir aux techniques minières classiques, qu'il juge sans avenir.
Cecil Rhodes, grand rival de Barney Barnato, lui offre ensuite un salaire de 12 000 sterling par an et un intéressement aux résultats. Hammond suit ses conseils de se reconvertir dans l'exploration minière en grande profondeur. Une coentreprise entre Cecil Rhodes et la "Wernher, Beit & Co" monte au capital de la Robinson Deep Mine en 1894, qui deviendra très vite la plus grande mine d'or au monde. Le projet est rendu possible par la construction du barrage de Vierfontein, achevée en 1897, qui permettra, selon les plans faits en 1893, de poursuivre l'exploitation de la mine en grande profondeur au tournant du siècle, en fournissant l'indispensable énergie électrique pour pomper l'eau de la mine et assurer le transport en provenance du fond.
La percée ce puits, d'abord jugée coûteuse, rencontre le filon d'or à une profondeur de plus de 550 mètres, quasiment exactement ce qu'avait prévus les calculs de John Hays Hammond, ce qui lui vaut une réputation de « prophète de l'industrie minière », d'autant que la mine produit ensuite pendant trois décennies pour 160 millions de dollars d'or.
Dans son autobiographie, il a révélé qu'il fait ensuite bénéficier à Cecil Rhodes des conseils recueillis auprès du français Eugène Secrétan et sa Société des métaux, qui ont organisé et raté le Corner sur le cuivre de 1887. Un nouveau corner sur le cuivre doit être organisé par Cecil Rhodes, propriétaire de mines de cuivre au Congo et en Rhodésie, et l'opération est préparée lors de discussions autour d'un feu de camp. Elle doit avoir lieu au moment du Raid Jameson de décembre 1895, effectué pour prendre le contrôle du Transvaal avec une armée privée.
Le Raid Jameson échoue. John Hays Hammond est arrêté et condamné à mort, peine ensuite commuée en quinze ans de prison. Il finit par pouvoir quitter le pays en échange d'une forte amende, sur intervention du président sud-africain Paul Kruger, et retourne aux États-Unis où il enseigne à Yale et se fait recruter par Daniel Guggenheim comme consultant très bien rémunéré de la "Guggenheim Exploration Company".
John Hays Hammond et les autres ingénieurs américains ont introduit en Afrique du Sud des techniques minières plus efficaces pour l'exploration en grande profondeur, caractéristique du gisement aurifère sud-africain. Pour mutualiser les connaissances, de nombreuses associations sont créées, comme la "South African Association of Engineers and Architects" en 1891, l"Association of Mine Managers" en 1892, et la "South African School of Mines and Technology" en 1896. La "Robinson Deep Mine", qu'il a conseillé de développer, bat des records mondiaux de profondeur dès 1906 à 800 mètres sous terre. Les puits sont inclinés, alimentés par de l'électricité, et irrigués.